# Quintus Fulvius Flaccus (konsul 179 f.Kr.)
Quintus Fulvius Flaccus, död 172 f.Kr., var en romersk politiker. Han var konsul tillsammans med sin bror Lucius Manlius Acidinus Fulvianus år 179 f.Kr. Han var son till Quintus Fulvius Flaccus, som var konsul första gången år 237 f.Kr.
Quintus Fulvius Flaccus var praetor i Hispania Ulterior år 182 och förde framgångsrikt krig mot keltibererna. Som propraetor vann han ytterligare en seger mot keltibererna och kunde fira sin första triumf. År 179 f.Kr. blev Fulvius konsul tillsammans med sin bror Lucius Manlius Acidinus Fulvianus. De tilldelades provinsen Liguria, där han förde ett lyckosamt styre och firade sin andra triumf.
I egenskap av censor lät Flavius uppföra Fortuna Equestris tempel på Campus Martius för att infria det löfte han hade avlagt i samband med fälttåget i Hispania år 180 f.Kr. Fulvius invigde templet den 13 augusti 173 f.Kr. För att kunna bygga detta tempel hade Flavius plundrat Juno Lacinias tempel i Kroton på byggnadsmaterial.
Fulvius båda söner tjänstgjorde i Illyricum. En dag fick han bud om att den ene hade dött och den andre hade drabbats av en livsfarlig sjukdom. Morgonen därpå upptäckte hans slavar att han hade hängt sig. Livius anger att sorg och fruktan (luctus metusque) hade utlöst ett mentalt nervsammanbrott. Enligt ryktet var det Juno Lacinia som hade drivit Fulvius till vanvett.